# Verna Bloom
Verna Bloom, född 7 augusti 1938  i Lynn, Massachusetts, död 9 januari 2019 i Bar Harbor i Hancock County, Maine, var en amerikansk skådespelare.

## Filmografi i urval

### Film
- 1969 – Det kalla ögat – Eileen
- 1971 – Det kom en man tillbaka – Hannah Collings
- 1973 – Mannen med oxpiskan – Sarah Belding
- 1973 – Polisbricka 373 – Maureen
- 1975 – Porträtt av en tonårsalkoholist – Jean Hodges
- 1978 – Deltagänget – Marion Wormer
- 1980 – Kvinnoorkestern – Paulette
- 1982 – Honkytonk Man – Emmy
- 1985 – Natty Gann och varghunden – Rosie
- 1985 – En natt i New York – June
- 1988 – Kristi sista frestelse – Maria, Jesus mor

### TV
- 1969 – Bröderna Cartwright – Ellen Masters, 1 avsnitt
- 1976 – Kojak – Carrie Zachary, 1 avsnitt
- 1977 – På första sidan – Emily, 1 avsnitt
- 1993 – Doktor Quinn – Maude Bray, 1 avsnitt
- 2003 – Vita huset – Molly Lapham, 1 avsnitt